# Francis J. Myers
Francis John Myers (ur. 18 grudnia 1901 w Filadelfii, zm. 5 lipca 1956 tamże) – amerykański polityk, członek Partii Demokratycznej.

## Działalność polityczna
W okresie od 3 stycznia 1939 do 3 stycznia 1945 przez trzy kadencje był przedstawicielem 6. okręgu wyborczego w stanie Pensylwania w Izbie Reprezentantów Stanów Zjednoczonych. Od 3 stycznia 1945 do 3 stycznia 1951 był senatorem Stanów Zjednoczonych z Pensylwanii (3. Klasa).